# 닉 안셀
닉 안셀(영어: Nick Ansell, 1994년 2월 2일 ~ )은 오스트레일리아의 축구 선수로, 포지션은 수비수이다. 현재 A리그의 애들레이드 유나이티드 소속이며, K리그 등록명은 안셀이었다.

## 클럽 경력
닉 안셀은 2009년 빅토리아주의 빅토리아 축구 협회 국립 훈련 센터 (en:Football Federation Victoria National Training Centre)에서 축구를 시작하였으며, 2010년 프로 팀인 멜버른 빅토리 FC의 산하 유소년 팀에 입단하였다. 2012-13 시즌을 앞두고, 멜버른 빅토리와 프로 계약을 체결하였다. 닉 안셀은 빠르게 성인 무대에 적응하였으며, 2014-15 시즌 멜버른 빅토리의 A리그 정규리그와 그랜드 파이널에서 모두 우승하는 데 일조하였다.
2017년 6월 포르투갈 프리메이라리가의 CD 톤델라로 이적하면서, 유럽 무대 경험을 쌓기도 하였다. 그러나 1년만에 호주 무대로 복귀하였다.
2019년 1월 대한민국 K리그2로 막 강등된 전남 드래곤즈로 이적하였다.
2020시즌을 앞두고 경남 FC로 이적했다.